# Associazione Fascista Calcio Vicenza 1935-1936

## Stagione
L'8 settembre 1935 venne inaugurato l'attuale stadio con il nome di Campo Sportivo Del Littorio, nella partita contro gli ungheresi dello Saroksar di Budapest. In quella partita esordì l'appena sedicenne Romeo Menti, al quale nel 1949 venne intitolato lo stadio cittadino, deceduto nella tragedia di Superga.
In questa stagione il Vicenza si piazzò secondo con 40 punti dietro al Venezia capolista con 42 punti. Fino alla fine i calciatori vicentini lottarono per la promozione in Serie B. Nell'ultima giornata i biancorossi persero a Pola e non approfittarono della sconfitta dei neroverdi a Gorizia. Nonostante l'attacco berico fu il migliore del campionato con 82 reti, nella serie cadetta passarono i lagunari.

## Rosa
| N. |                   | Ruolo | Calciatore        |
| -- | ----------------- | ----- | ----------------- |
|    | Italia (bandiera) | P     | Bruno Monti       |
|    | Italia (bandiera) | P     | Pagani            |
|    | Italia (bandiera) | P     | Giuseppe Pasini   |
|    | Italia (bandiera) | D     | Luigi Busato      |
|    | Italia (bandiera) | D     | Luigi Dal Maschio |
|    | Italia (bandiera) | D     | Lionello Filippi  |
|    | Italia (bandiera) | D     | Tiziano Morando   |
|    | Italia (bandiera) | D     | Mario Todescato   |
|    | Italia (bandiera) | D     | Zampieri          |
|    | Italia (bandiera) | C     | Michele Cimoso    |
|    | Italia (bandiera) | C     | Armando Frigo     |

| N. |                   | Ruolo | Calciatore         |
| -- | ----------------- | ----- | ------------------ |
|    | Italia (bandiera) | C     | Enrico Galla       |
|    | Italia (bandiera) | C     | Alfredo Gianesello |
|    | Italia (bandiera) | C     | Silvio Griggio     |
|    | Italia (bandiera) | C     | Gino Pasin         |
|    | Italia (bandiera) | C     | Benvenuto Ronzani  |
|    | Italia (bandiera) | C     | Mariano Rossi      |
|    | Italia (bandiera) | A     | Berro              |
|    | Italia (bandiera) | A     | Giuseppe Cesaro    |
|    | Italia (bandiera) | A     | Giovanni Costa     |
|    | Italia (bandiera) | A     | Romeo Menti        |
|    | Italia (bandiera) | A     | Pietro Spinato     |